# دراسات قرآنية معاصرة
الدراسات القرآنية المُعاصرة هي الدراسات الفيلولوجية للقرآن الكريم عبر مناهج أكاديمية حديثة تتناول النص القرآني كمادة علمية، من خلال جمع مخطوطات القرآن ودراستها، وتحليل كافة القراءات والتفسيرات القديمة والحديثة التي تسهم في فهم النص القرآني؛ هذا ما يجعلها تختلف عن الدراسات الإسلامية المُعاصرة والدراسات القرآنية. تُعد علوم القرآن شرطًا أساسيًا لفهم الدراسات القرآنية المُعاصرة.

## مشاريع علمية للدراسات القرآنية المُعاصرة
- مشروع كوربوس كورانيكوم لأكاديمية برلين براندنبورغ للعلوم في ألمانيا.[2]
- الجمعية الدولية للدراسات القرآنية في أمريكا.[3]